# Vlag van Katwijk

Vlag van de gemeente Katwijk

Vlag van de oude gemeente Katwijk (1970-2009), nu dorpsvlag

De vlag van Katwijk is op 17 december 2009 door de gemeenteraad van de Zuid-Hollandse gemeente Katwijk aangenomen als gemeentelijke vlag. De vlag verving een eerdere vlag, nadat de gemeente was gefuseerd met Rijnsburg en Valkenburg. De vlag bestaat uit een blauw schuinkruis met links en rechts een wit vlak, boven een geel vlak en onder een rood vlak.
De vlag is afgeleid van de vlaggen van Katwijk, Rijnsburg en Valkenburg, waarbij het kruis van de Katwijkse vlag de basis is. Het vlak boven het kruis is geel, het vlak onder het kruis rood. Dit zijn de kleuren van de vlag van Valkenburg. De Rijnsburgse vlag had voornamelijk de kleuren rood en wit, deze zijn beide aanwezig in de nieuwe vlag.
Met het invoeren van de nieuwe vlag zijn de voormalige gemeentevlaggen van Katwijk, Rijnsburg en Valkenburg als dorpsvlag in gebruik.

## Voorgaande vlaggen

### Voorgaande vlag (1970)
De voorgaande vlag is op 24 september 1970 door de gemeenteraad van de toenmalige gemeente als gemeentelijke vlag vastgesteld. De tekening op de vlag kwam overeen met die van het toenmalige wapen. Deze vlag is nu als dorpsvlag in gebruik voor de kernen Katwijk aan Zee, Katwijk-Noord en Katwijk aan den Rijn.

### Voorgaande vlag (1956)
Van 1956 tot 1970 had Katwijk een vlag die bestond uit twee banen van gelijke hoogte, waarvan de bovenste blauw en de onderste wit, met in het midden van de vlag het gemeentewapen.

### Voorgaande vlag (voor 1956)
Tot 1956 had Katwijk een vlag die bestond uit twee banen van gelijke hoogte, waarvan de bovenste blauw en de onderste wit was. Deze kleuren waren afgeleid van het gemeentewapen.

### Afbeeldingen voorgaande vlaggen

?Vlag van de oude gemeente Katwijk (1956-1970)
?Vlag van de oude gemeente Katwijk (voor 1956)

## Dorpsvlaggen

De vlag van Rijnsburg
De vlag van Valkenburg

## Verwante symbolen

Het oude wapen van Katwijk
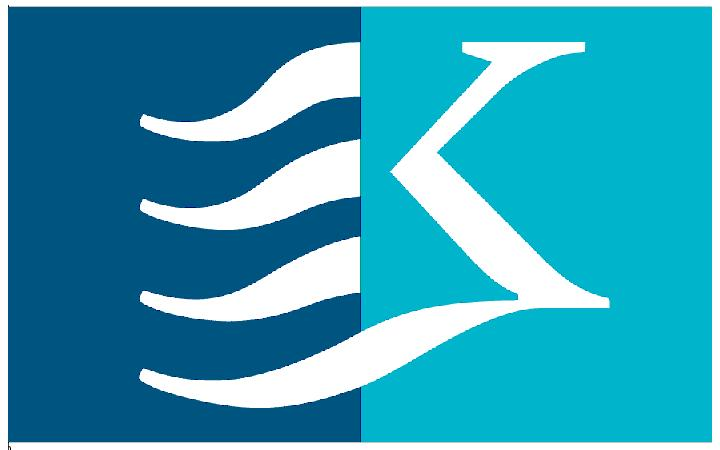
Logovlag, gebruikt op officiële gemeentegebouwen, zoals het gemeentehuis.

Alblasserdam
· Albrandswaard
· Alphen aan den Rijn
· Barendrecht
· Bodegraven-Reeuwijk
· Capelle aan den IJssel
· Delft
· Den Haag
· Dordrecht
· Goeree-Overflakkee
· Gorinchem
· Gouda
· Hardinxveld-Giessendam
· Hendrik-Ido-Ambacht
· Hillegom
· Hoeksche Waard
· Kaag en Braassem
· Katwijk
· Krimpen aan den IJssel
· Krimpenerwaard
· Lansingerland
· Leiden
· Leiderdorp
· Leidschendam-Voorburg
· Lisse
· Maassluis
· Midden-Delfland
· Molenlanden
· Nieuwkoop
· Nissewaard
· Noordwijk
· Oegstgeest
· Papendrecht
· Pijnacker-Nootdorp
· Ridderkerk
· Rijswijk
· Rotterdam
· Schiedam
· Sliedrecht
· Teylingen
· Vlaardingen
· Voorne aan Zee
· Voorschoten
· Waddinxveen
· Wassenaar
· Westland
· Zoetermeer
· Zoeterwoude
· Zuidplas
· Zwijndrecht

Achthuizen
· De Zilk
· Den Bommel
· Dirksland
· Dubbeldam
· Goedereede
· Gouderak
· Heerjansdam
· Herkingen
· Hoek van Holland
· Kaag
· Katwijk
· Kijkduin
· Klaaswaal
· Lekkerkerk
· Lisse
· Maasdam
· Maasland
· Melissant
· Middelharnis
· Nieuwe-Tonge
· Noordeloos
· Ooltgensplaat
· Ouddorp
· Oude-Tonge
· Rijnsburg
· Rockanje
· Scheveningen
· Sommelsdijk
· Stad aan 't Haringvliet
· Stellendam
· Tiengemeten
· Valkenburg
· Wieldrecht